# Fujiwara no Nagatō
Fujiwara no Nagatō (藤原長能; 949 – 1009) è stato un poeta giapponese waka del medio periodo Heian.
È considerato uno dei poeti che fanno parte dell'elenco antologico del Chūko Sanjūrokkasen.
Era il figlio di Fujiwara no Tomoyasu. Sua sorella era la madre di Fujiwara no Michitsuna no Haha, scrittrice del famoso diario Kagerō Nikki (蜻蛉日記). Un'altra sorella era madre di Sugawara no Takasue no musume (菅原孝標女), scrittrice del famoso diario Sarashina Nikki (更級日記).
Come cortigiano fu nominato kurōdo nel 984, incaricato come funzionario nella provincia di Kazusa nel 991, promosso a jugoi nel 1005 e nominato governatore della provincia di Iyo nel 1009. Dopo tale data non ci sono registrazioni dei suoi servizi.
Presumibilmente, morì a causa dell'ansia per le critiche incuranti alla sua poesia da parte di Fujiwara no Kintō, uno dei poeti più talentuosi.
Come poeta waka ha partecipato a diversi concorsi (utaawase) nel 975 , 985 e 986. Partecipò ai circoli poetici dell'imperatore in pensione Kazan e redasse una raccolta personale delle sue poesie nel Nagatō-shū (長能集). Alcune delle sue poesie sono state incluse dall'antologia imperiale Shūi Wakashū, per un totale di circa 51 poesie nelle diverse antologie. Uno dei suoi discepoli, il monaco buddista Nōin, nella sua antologia Gengenshū, includeva 10 poesie di Nagatō.